# Bandy-Weltmeisterschaft 1985
Die 14. Bandy-Weltmeisterschaft wurde vom 3. Februar bis 10. Februar 1985 in Norwegen ausgetragen. Die Sowjetunion gewann im Finale mit 5:4 nach Verlängerung gegen den Titelverteidiger Schweden und sicherte sich damit den zwölften Titelgewinn. Erstmals nahm die USA am Turnier teil. Die Nordamerikaner konnten jedoch keinen Punkten holen und wurden mit einem Torverhältnis von 3:31 abgeschlagener Letzter.
Es wurde eine einfache Runde ausgespielt, womit jede Mannschaft vier Spiele zu bestreiten hatte. Der Gruppenerste und -zweite qualifizierte sich für das Endspiel. Der Dritte und der Vierte der Hauptrunde spielten um Bronze. Der Fünfte trug kein Platzierungsspiel aus.

## Austragungsorte
Es wurde in mehreren Städten gespielt: Neben Drammen (2 Spiele), Mjøndalen (1 Spiel), Solbergelva (2 Spiele), Ullern (1 Spiel), Stabekk (1 Spiel) und Røa (1 Spiel) war auch die Hauptstadt Norwegens Oslo (4 Spiele) Spielort. Hier fanden unter anderem auch die Spiele um die Bronze- und Goldmedaille am letzten Tag statt.

## Teilnehmer
Am Turnier nahmen folgende fünf Mannschaften teil:
| 4 aus Europa      | Schweden (Titelverteidiger) | Finnland | Sowjetunion | Norwegen (Gastgeber) |  |
| 1 aus Nordamerika | USA                         |          |             |                      |  |

## Spielrunde

### Hauptrunde
| 3. Februar 1985 | Sowjetunion | 6:2  | Finnland    | Drammen     |
| 3. Februar 1985 | Norwegen    | 5:1  | USA         | Drammen     |
| 4. Februar 1985 | Finnland    | 4:4  | Norwegen    | Mjøndalen   |
| 4. Februar 1985 | Schweden    | 1:1  | Sowjetunion | Oslo        |
| 5. Februar 1985 | USA         | 1:12 | Schweden    | Oslo        |
| 6. Februar 1985 | Sowjetunion | 3:1  | Norwegen    | Solbergelva |
| 7. Februar 1985 | Finnland    | 6:1  | USA         | Ullern      |
| 7. Februar 1985 | Norwegen    | 0:12 | Schweden    | Stabekk     |
| 8. Februar 1985 | USA         | 0:8  | Sowjetunion | Røa         |
| 8. Februar 1985 | Schweden    | 3:3  | Finnland    | Solbergelva |

### Abschlusstabelle der Hauptrunde
| Pl. |             | Sp | S | U | N | Tore  | Diff | Punkte |
| 1.  | Sowjetunion | 4  | 3 | 1 | 0 | 18:4  | +14  | 7      |
| 2.  | Schweden    | 4  | 2 | 2 | 0 | 28:5  | +23  | 6      |
| 3.  | Finnland    | 4  | 1 | 2 | 1 | 15:14 | +1   | 4      |
| 4.  | Norwegen    | 4  | 1 | 1 | 2 | 10:20 | −10  | 3      |
| 5.  | USA         | 4  | 0 | 0 | 4 | 3:31  | −28  | 0      |

### Platzierungsspiele

#### Spiel um Platz 3
| 10. Februar 1985 | Finnland | 6:2 | Norwegen | Oslo |

#### Finale
| 10. Februar 1985 | Sowjetunion | 3:3, 5:4 n. V. | Schweden | Oslo |

## Abschlussplatzierungen
| Platz                                                                                         | Land                                                                 | Athleten |                                                                         |
| --------------------------------------------------------------------------------------------- | -------------------------------------------------------------------- | --- | ----------------------------------------------------------------------- |
| 1                                                                                             | URS                                                                  | \| Alexander Gospodtschikow Witali Anufrienko Wladimir Baranow Irik Faschutdinow Andrei Jefremow \| Sergei Lasarew Nikolai Afanasenko Waleri Botschkow Leonid Lobatschew \| Sergei Lomanow Sergei Najumow Alexander Rytschagow Wiktor Stschakalin \| Nikolai Pasdnikow Wladimir Plawunow Juri Perstschin Aleksander Tsyganow \| |                                                                         |
| 2 0                                                                                           | SWE                                                                  | |                                                                         |
| 3 0                                                                                           | FIN                                                                  | |                                                                         |
| 4 0                                                                                           | NOR                                                                  | |                                                                         |
| 5 0                                                                                           | USA                                                                  | |                                                                         |
| Alexander Gospodtschikow Witali Anufrienko Wladimir Baranow Irik Faschutdinow Andrei Jefremow | Sergei Lasarew Nikolai Afanasenko Waleri Botschkow Leonid Lobatschew | Sergei Lomanow Sergei Najumow Alexander Rytschagow Wiktor Stschakalin | Nikolai Pasdnikow Wladimir Plawunow Juri Perstschin Aleksander Tsyganow |